# بابایدارخان (تاجیکستان)
بابایدارخان (تاجیکستان) (به لاتین: Boboidorkhon) یک منطقهٔ مسکونی در تاجیکستان است که در ولایت سغد واقع شده‌است.